# Енладриладо
Енладриладо (на испански: Enladrillado) е базалтово плато в Централно Чили в Национален резерват Altos de Lircay.
Намира се в Андите се на 2300 метра надморска височина в природния парк „Лиркай“. Достъпът до парка е ограничен и става чрез закупуване на виза на входа му. По пътеката към платото са намира циркусът Laguna del Alto с надморска височина 1831 м. На изток от платото се вижда вулканът Дескабезадо (Обезглавен) – сред най-големите в Централно Чили, който се издига на височина от 3953 м. Последното му изригване е било през юни 1933 г.
Базалтовите плочи, които изграждат платото, са с големина от половин до няколко метра, като повечето позволяват върху тях да се разпънат до 2 палатки една до друга. Мястото е много сухо и наоколо не могат да се намерят източници на вода. Забранено е лагеруването на платото, но това не спира чуждестранни туристи да прикарват нощта там. По пътя към Енладриладо има обособени кътчета за почивка, а в заградените за нощувка места има дори ток.
Описвано като едно от най-красивите места, платото привлича все повече туристи със спиращите си дъха гледки и загадъчни истории, които се разказват за него.